# Äsmisjaure
Äsmisjaure är en sjö i Sorsele kommun i Lappland och ingår i Umeälvens huvudavrinningsområde. Sjön har en area på 0,278 kvadratkilometer och ligger 775,4 meter över havet. Äsmisjaure ligger i Vindelfjällen Natura 2000-område.

## Delavrinningsområde
Äsmisjaure ingår i det delavrinningsområde (734420-148593) som SMHI kallar för Ovan 734352-148920. Medelhöjden är 763 meter över havet och ytan är 26,66 kvadratkilometer. Räknas de 2 avrinningsområdena uppströms in blir den ackumulerade arean 39,27 kvadratkilometer. Vivojukke som avvattnar avrinningsområdet har biflödesordning 3, vilket innebär att vattnet flödar genom totalt 3 vattendrag innan det når havet efter 454 kilometer. Avrinningsområdet består mestadels av skog (35 procent) och kalfjäll (61 procent). Avrinningsområdet har 0,33 kvadratkilometer vattenytor vilket ger det en sjöprocent på 1,2 procent.